# Hervormde kerk (Nisse)
De Hervormde kerk van het Zeeuwse Nisse vindt haar oorsprong in de 14e eeuw. Het gebouw bestaat uit een eenbeukig schip, een lager koor uit de 15e eeuw; en twee dwarsschepen uit het begin van de 16e eeuw. Het oudste deel van de kerk is de toren. Deze dateert uit de 14e eeuw en is het enige overblijfsel van de voorganger van de huidige kerk. Het is een hoge, slanke toren met rode luidgaten en een hoektorentje uit 1922.
De kerk is voor de Reformatie gewijd aan Maria, moeder Gods, moeder van Christus. In de kerk zijn muurschilderingen bewaard gebleven van de kroning van Maria (moeder van Jezus), de Annunciatie of Verkondiging van Jezus' geboorte aan Maria, de Boom van Jesse, benevens een schildering van Sint-Christoffel. Behalve muurschilderingen is er hoog in het koor een volledige kring van handgesneden houten Apostelbeelden uit het atelier van de Belgische bouwmeester/architect Keldermans, ong. 1450. Deze 12 beelden, met portretten van de Apostelen op de kruispunten van de bovenliggende ribben, waren gepolychromeerd. Van deze verf zijn nog duidelijke sporen aanwezig. Boven de plek van het voormalige altaar, bij de samenkomst van 6 ribben boven 6 apostelbeelden, is een gewelfschotel te zien met daarin de Kroning van Maria, Moeder Gods (Christus). Naast houten, handgesneden fruitmanden, zijn er kerkbanken te zien met Gotische briefpanelen met daarop 2 schilddragende leeuwtjes. Het wapenschild van de Heren van Borssele is ook te zien in de oude kerkramen van het koor, en tevens op de spanten van het plafond. Al het bovengenoemde houtsnijwerk is gemaakt in opdracht van de Heren van Borssele, rond 1450.
Er zijn 16e-eeuwse hekwerken die de dwarsschepen afsluiten, er is een 17e-eeuwse houtgesneden kansel|preekstoel (1679) en een ambachtsherenbank (1680).
De kerk is gelegen aan de zijkant van het groene, vierkante dorpsplein dat omringd wordt door hoge bomen. Op dit plein zijn verder nog een drinkplaats voor dieren (de 'vaete') en een 18e-eeuwse dorpspomp.

## Galerij

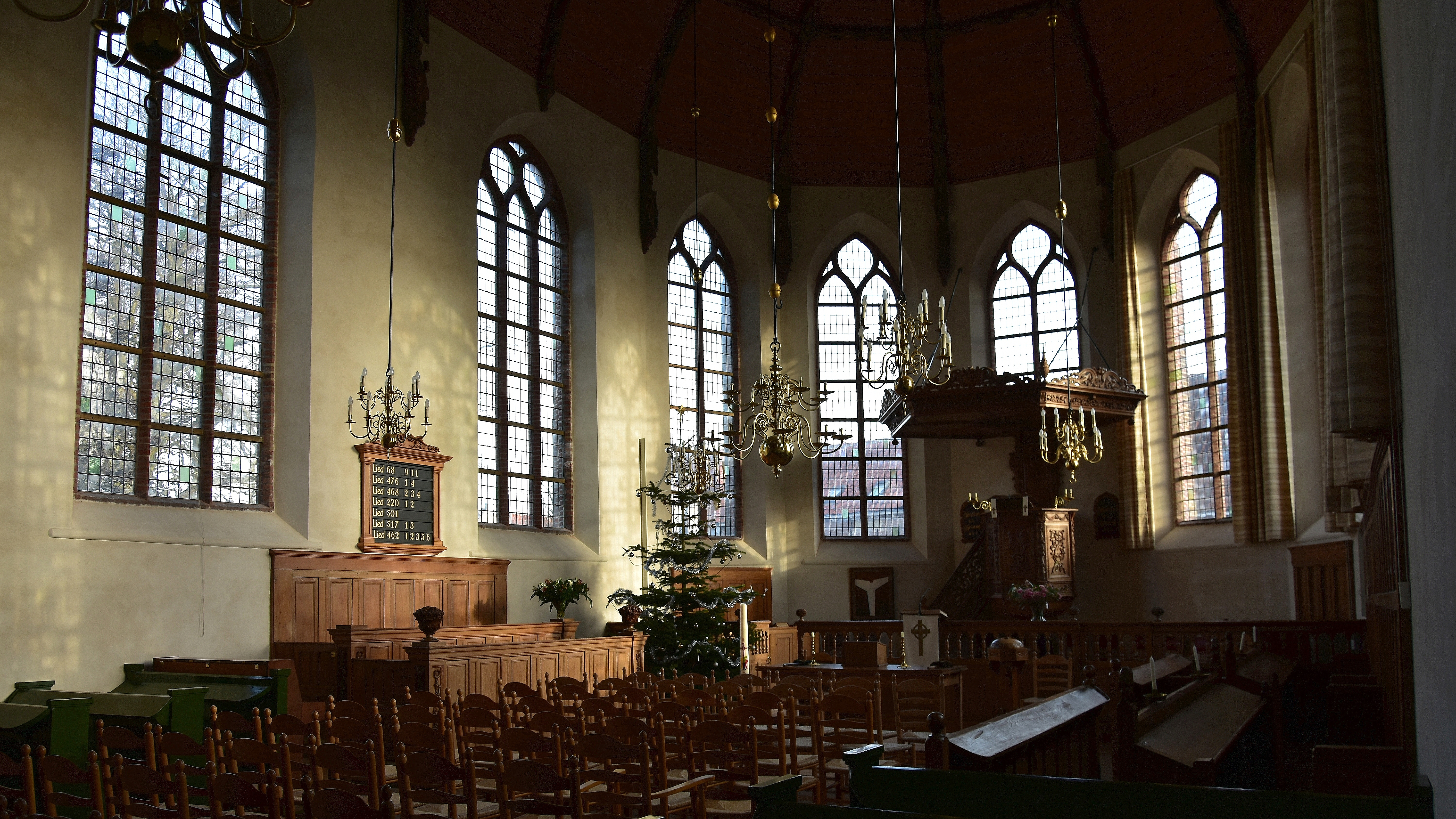
Interieur